# Kam Tong
Kam Tong (* 18. Dezember 1906 in San Francisco, Kalifornien; † 8. November 1969 in Costa Mesa, Kalifornien) war ein US-amerikanischer Schauspieler chinesischer Abstammung.

## Leben
Tong begann seine Karriere Mitte der 1930er Jahre. Sein Spielfilmdebüt hatte er in einer im Abspann nicht genannten Rolle als Hausdiener in Lewis Milestones Abenteuerfilm Der General starb im Morgengrauen. Bis in die 1950er Jahre folgten weitere kleine Rollen, in denen er Chinesen, Japaner oder Philippiner darstellte. Ab Mitte der 1950er Jahre war er auch im Fernsehen zu sehen. Bekanntheit beim US-amerikanischen Fernsehpublikum erlangte er in seiner Rolle als Hotelpage Hey Boy in der Westernserie Have Gun – Will Travel, die er zwischen 1957 und 1963 in 109 Episoden spielte. Er war neben Richard Boone der einzige feste Darsteller der Serie.
In den 1960er Jahren war er Gaststar in einigen weiteren Westernserien wie Die Leute von der Shiloh Ranch und Bonanza sowie anderen erfolgreichen Serienformaten. Eine größere Nebenrolle hatte er 1967 im Actionfilm Nitro an der Seite von Jack Palance, Fernando Lamas und Aldo Ray. Zudem war er 1963 neben Elvis Presley und Gary Lockwood als Uncle Walter Ling in der Musikkomödie Ob blond – ob braun zu sehen. Seinen letzten Auftritt hatte er 1969 in einer Folge der Serie Big Valley, im November desselben Jahres verstarb er.

## Filmografie (Auswahl)

### Film
- 1936: Der General starb im Morgengrauen (The General Died at Dawn)
- 1937: Die gute Erde (The Good Earth)
- 1942: Abenteuer in Panama (Across the Pacific)
- 1947: Frau ohne Moral? (Dishonored Lady)
- 1949: Die China-Mission (State Department: File 649)
- 1952: Hongkong (Hong Kong)
- 1955: Alle Herrlichkeit auf Erden (Love Is a Many Splendored Thing)
- 1955: Die linke Hand Gottes (The Left Hand of God)
- 1955: Treffpunkt Hongkong (Soldier of Fortune)
- 1957: Hongkong war ihr Schicksal (The Seventh Sin)
- 1961: Mandelaugen und Lotosblüten (Flower Drum Song)
- 1963: Ob blond – ob braun (It Happened at the World's Fair)
- 1966: Das Steinzeitsyndrom (Women of the Prehistoric Planet)
- 1966: San Fernando (Stagecoach)
- 1967: Nitro (Kill a Dragon)

### Fernsehen
- 1957–1963: Have Gun – Will Travel
- 1961: Die Unbestechlichen (The Untouchables)
- 1964: Die Leute von der Shiloh Ranch (The Virginian)
- 1965: Bonanza
- 1965: Solo für O.N.C.E.L. (The Man from U.N.C.L.E.)
- 1965: Tennisschläger und Kanonen (I Spy)
- 1967: Time Tunnel (The Time Tunnel)
- 1968: Ihr Auftritt, Al Mundy (It Takes a Thief)
- 1969: Big Valley (The Big Valley)